# Kapeć

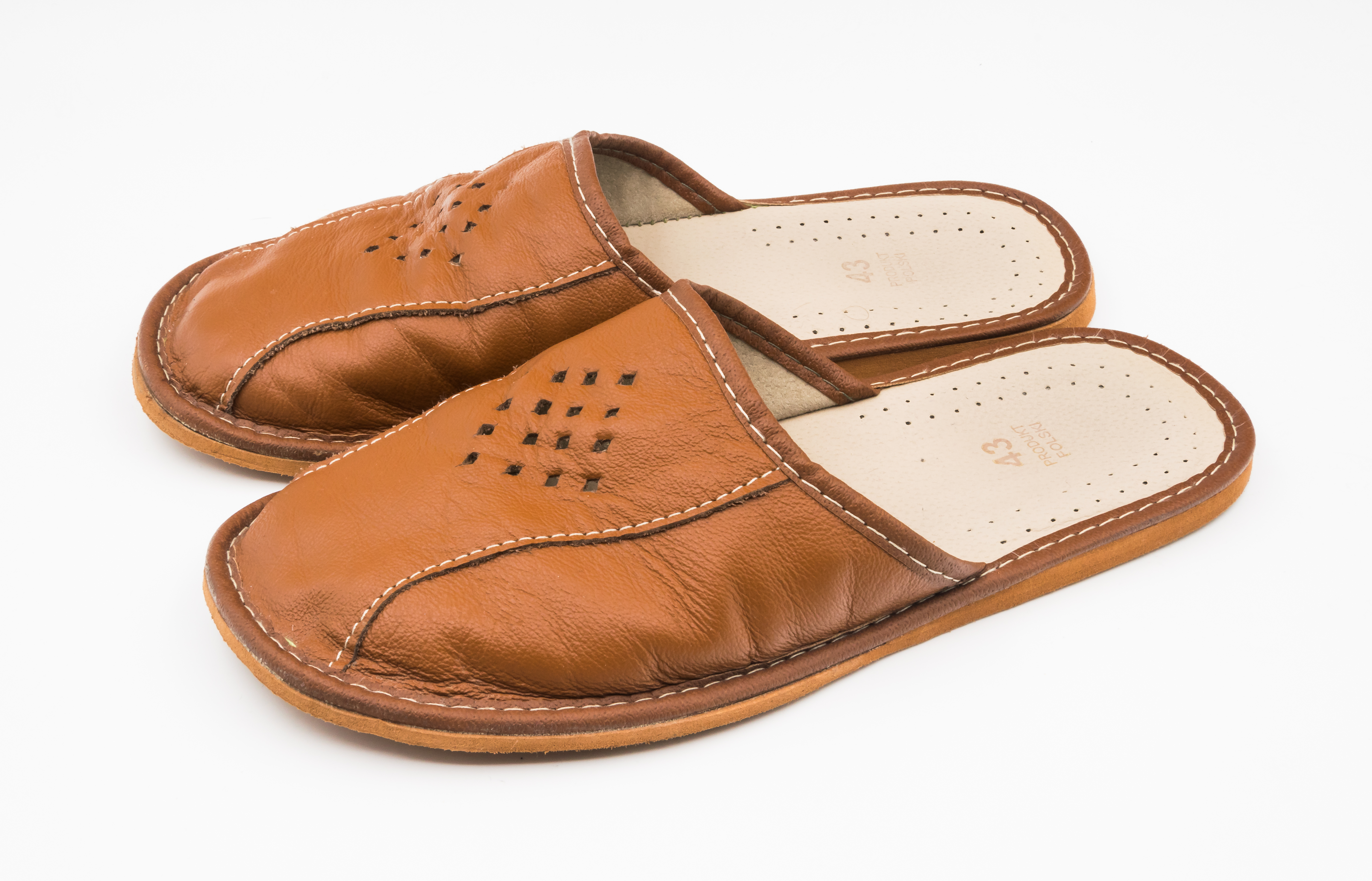
Kapcie

Kapcie (regionalnie: łapcie, chapcie, bambosze, pantofle, lacie, papucie, laczki, ciapy itp.) – rodzaj obuwia przeznaczony do noszenia w mieszkaniu. Czasem jako kapcie używane są inne rodzaje obuwia takie jak: klapki, japonki, drewniaki czy pantofle.
W niektórych regionach Polski słowo kapeć oznacza bardzo zużyty but lub inny rodzaj obuwia. Na Górnym Śląsku i Wielkopolsce najpopularniejsza jest nazwa laćki (laczki), na Mazowszu kapcie, w Krakowie pantofle, na wschodzie kraju (lubelskie) – ciapy, natomiast w okolicach Częstochowy – chapcie.